# 国際連合イラン・イラク軍事監視団
国際連合イラン・イラク軍事監視団（こくさいれんごうイラン・イラクぐんじかんしだん United Nations Iran–Iraq Military Observer Group,UNIIMOG）はイラン・イラク戦争の停戦およびイラン・イラク両軍の撤退監視を任務とした国際連合平和維持活動。イラン・イラク両国が安保理決議598を受諾し、停戦に向かうことを受けて1988年8月9日に採択された決議619に基づき設置されている。
決議後間もなく、両勢力間に展開し8月20日の停戦を受けて、その停戦および撤退の監視を実施した。人員は現地採用を除き26ヶ国から派遣され、最大時で軍民合わせて400名。イラクがクウェートに侵攻していた湾岸危機の最中であった1990年9月においても、情勢は平穏であり、両勢力ともほとんどの部隊は自国国境内へと撤退し、問題となった地点は僅かであった。その後も、撤退の確認と監視作業を継続し、UNIIMOGが任務を完了したのは1991年2月28日のことであった。

## 関連決議
- 国際連合安全保障理事会決議619：1988年8月9日採択。UNIIMOGの設置。活動期間6ヶ月。
- 国際連合安全保障理事会決議631：1989年2月8日採択。活動期限を1989年9月30日まで延長。
- 国際連合安全保障理事会決議642：1989年9月29日採択。活動期限を1990年3月31日まで6ヶ月延長。
- 国際連合安全保障理事会決議651：1990年3月29日採択。活動期限を1990年9月30日まで6ヶ月延長。
- 国際連合安全保障理事会決議671：1990年9月27日採択。活動期限を1990年11月30日まで延長。
- 国際連合安全保障理事会決議676：1990年11月28日採択。活動期限を1991年1月31日まで延長。
- 国際連合安全保障理事会決議685：1991年1月31日採択。活動期限を1991年2月28日まで最終延長。